# Braunsia reicherti
Braunsia reicherti är en stekelart som beskrevs av Günther Enderlein 1904. Braunsia reicherti ingår i släktet Braunsia och familjen bracksteklar. Inga underarter finns listade.